# بخش دولاکا
بخش دولاکا (به لاتین: Dolakha District) یک بخش در نپال است که در استان شماره ۳ واقع شده‌است. بخش دولاکا ۲٬۱۹۱ کیلومتر مربع مساحت و ۱۸۶٬۵۵۷ نفر جمعیت دارد.